# Trận Đài Nhi Trang
Trận Đài Nhi Trang (tiếng Trung: 臺兒莊會戰 (Đài Nhi Trang hội chiến), bính âm: Tái'érzhuāng Huìzhàn), diễn ra vào mùa xuân năm 1938, là một trận đánh trong Chiến tranh Trung – Nhật giữa Trung Hoa Quốc dân Cách mệnh Quân và Lục quân Đế quốc Nhật Bản.
Toạ lạc tại điểm yết hầu của Đại Vận Hà, Đài Nhi Trang sở hữu vị trí chiến lược quan trọng và là tiền đồn phía đông bắc của thành Từ Châu. Nó cũng là ga cuối của tuyến đường sắt địa phương từ Lâm Thành, Hà Bắc. Bản thân Từ Châu là điểm giao nhau của tuyến đường sắt Tân Phổ (Thiên Tân - Phổ Khẩu), tuyến đường sắt Long Hải (Lan Châu - Liên Vân Cảng) và đồng thời là sở chỉ huy Chiến khu 5 của Quốc Dân Đảng.
Không chỉ là chiến thắng lớn đầu tiên của Quốc dân Cách mệnh Quân trong cuộc chiến, trận Đài Nhi Trang là một thất bại bẽ mặt của Lục quân Đế quốc Nhật Bản, khiến họ đánh mất danh tiếng "bất khả chiến bại", trong khi đối với người Trung Quốc thì đây là một thắng lợi quan trọng góp phần khích lệ sĩ khí.

## Bối cảnh

### Tình hình chính trị và chiến lược
Sang đến năm 1938, không chỉ lực lượng lục quân Trung Quốc phải hứng chịu những tổn thất nặng nề sau khi hai thành phố lớn là Thượng Hải và thủ đô Nam Kinh thất thủ, mà cả lực lượng không quân lẫn hải quân của Trung Quốc về cơ bản gần như đã bị xóa sổ hoàn toàn. Tuy vậy, quyết tâm chống Nhật của quân và dân Trung Quốc không có dấu hiệu thuyên giảm. Vào ngày 30 tháng 1, Bộ Tổng tham mưu Lục quân Nhật Bản, sau khi đánh giá tình hình ở Trung Quốc đã quyết định sẽ không tổ chức thêm bất kỳ cuộc tấn công mới nào cho đến tháng 8. Lập trường của Nhật hoàng Hirohito thậm chí còn bảo thủ hơn: ông cho rằng người Nhật sẽ mất ít nhất một năm để có thể củng cố vị trí của họ trên lãnh thổ mới chiếm được và củng cố thực lực trước khi có thể tiếp tục tiến hành tác chiến. Vì lẽ đó cho nên Bộ Tổng tham mưu Nhật Bản quyết định đợi đến năm 1939 mới tiến hành một cuộc tấn công mạnh mẽ, chóng vánh nhằm chấm dứt chiến tranh tại Trung Quốc một cách dứt khoát.
Vào khoảng cùng thời điểm, Tưởng Giới Thạch từ chối chấp nhận điều khoản đầu hàng do phía Nhật Bản đề xuất, kết quả là Nhật Bản công khai tuyên bố sẽ "không tiếp tục thương lượng với chính phủ Quốc Dân" (今後不以國民政府爲談判對手). Vào ngày 20 tháng 2, Trung Quốc rút đại sứ Hứa Thế Anh (許世英) khỏi Tokyo. Ngay ngày hôm sau, phía Nhật Bản đáp trả bằng cách rút đại sứ Kawagoe Shigeru (川越茂) về nước. Cũng trong đầu năm 1938, Tưởng từ chức Viện trưởng Hành chính viện để chú tâm vào chỉ huy kháng chiến với Nhật: Trung Quốc lúc bấy giờ đã thể hiện quyết tâm chiến đấu đến cùng, trong khi Nhật Bản vẫn còn cho thấy một số dấu hiệu do dự.